# Tomás Randolfo I de Moray

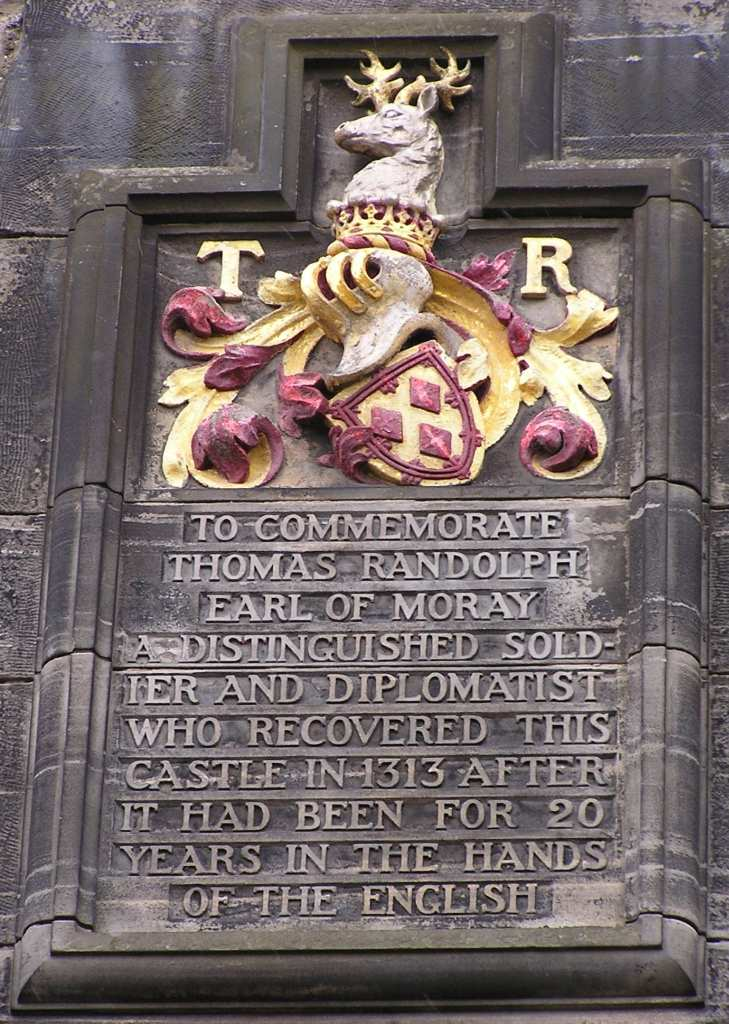
Inscrição para o Conde de Moray no Castelo de Edimburgo

Tomás Randolfo (em inglês: Thomas Randolph; moreeu em 20 de julho 1332) foi Regente da Escócia e primeiro conde de Moray, importante figura nas Guerras de independência e um dos assinantes da Declaração de Arbroath.